# Sumator (układ logiczny)

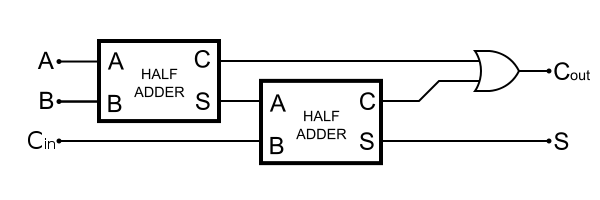
1-bitowy pełny sumator uzyskany za pomocą dwóch półpełnych sumatorów.

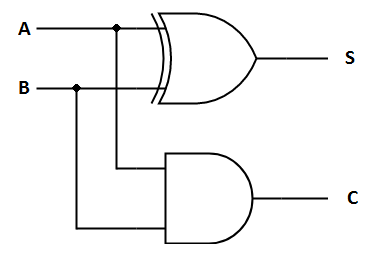
półpełny sumator.

Pełny sumator 1-bitowy.

Sumator – cyfrowy układ kombinacyjny, który wykonuje operacje dodawania dwóch (lub więcej) liczb dwójkowych. Sumatory można podzielić na:
1. szeregowe (ang. serial adder): podczas każdej operacji dodają one dwa bity składników oraz bit przeniesienia;
2. równoległe (ang. parallel adder): wielopozycyjne, dodają do siebie jednocześnie bity ze wszystkich pozycji, a przeniesienie realizowane jest w zależności od sposobu połączenia sumatorów jednobitowych. Każdy sumator charakteryzuje się typem ukończenia:
  1. Sumator pełny (ang. full adder)
  2. Sumator półpełny (ang. half adder).

Każdy pełny sumator pełny składa się z dwóch sumatorów półpełnych.
Sumatory równoległe z kolei obejmują dwie grupy:
1. z przeniesieniami szeregowymi (ang. ripple-carry adder),
2. z przeniesieniami równoległymi (ang. carry look-ahead adder).

## Teoria
Tablica prawdy dla sumatora półpełnego i 1-bitowego sumatora pełnego:
| Wejścia               | Wejścia               | Wyjścia               | Wyjścia               |
| {\displaystyle a_{i}} | {\displaystyle b_{i}} | {\displaystyle c_{i}} | {\displaystyle s_{i}} |
| --------------------- | --------------------- | --------------------- | --------------------- |
| 0                     | 0                     | 0                     | 0                     |
| 0                     | 1                     | 0                     | 1                     |
| 1                     | 0                     | 0                     | 1                     |
| 1                     | 1                     | 1                     | 0                     |
| Wejścia               | Wejścia               | Wejścia                 | Wyjścia               | Wyjścia               |
| {\displaystyle a_{i}} | {\displaystyle b_{i}} | {\displaystyle c_{i-1}} | {\displaystyle c_{i}} | {\displaystyle s_{i}} |
| --------------------- | --------------------- | ----------------------- | --------------------- | --------------------- |
| 0                     | 0                     | 0                       | 0                     | 0                     |
| 0                     | 0                     | 1                       | 0                     | 1                     |
| 0                     | 1                     | 0                       | 0                     | 1                     |
| 0                     | 1                     | 1                       | 1                     | 0                     |
| 1                     | 0                     | 0                       | 0                     | 1                     |
| 1                     | 0                     | 1                       | 1                     | 0                     |
| 1                     | 1                     | 0                       | 1                     | 0                     |
| 1                     | 1                     | 1                       | 1                     | 1                     |

gdzie:
- {\displaystyle a_{i}} – pierwszy składnik sumy,
- {\displaystyle b_{i}} – drugi składnik sumy,
- {\displaystyle c_{i-1}} – przeniesienie z poprzedniej pozycji,
- {\displaystyle s_{i}} – suma,
- {\displaystyle c_{i}} – przeniesienie.

Wyrażenia boolowskie opisujące sumę i przeniesienie:
{\displaystyle s_{i}=c_{i-1}\oplus a_{i}\oplus b_{i},}
{\displaystyle c_{i}=a_{i}b_{i}+c_{i-1}(a_{i}\oplus b_{i}).}
Wprowadza się jeszcze oznaczenia:
{\displaystyle g_{i}=a_{i}b_{i}} – grupa generacyjna,
{\displaystyle p_{i}=a_{i}\oplus b_{i}} – grupa propagacyjna.
Można wówczas zapisać przeniesienie:
{\displaystyle c_{i}=g_{i}+c_{i-1}p_{i}.}

## Sumator z przeniesieniami szeregowymi
Sumator ten zbudowany jest z bloków funkcjonalnych, które realizują funkcje {\displaystyle s_{i}} i {\displaystyle c_{i}.} Bloki są połączone kaskadowo (ang. ripple), tzn. wyjście {\displaystyle c_{i}} jest łączone z wejściem {\displaystyle c_{i+1}} bloku następnego.
Aby na przykład otrzymać bit sumy {\displaystyle s_{4},} uprzednio muszą zostać wyznaczone sygnały przeniesień {\displaystyle c_{1},} {\displaystyle c_{2}} oraz {\displaystyle c_{3},} ponieważ {\displaystyle c_{3}} zależy od {\displaystyle c_{2},} a ten zależy od {\displaystyle c_{1}.} Czas otrzymania ostatecznego wyniku jest więc ograniczony od dołu przez {\displaystyle n} × czas generacji przeniesienia {\displaystyle c,} gdzie {\displaystyle n} to liczba elementarnych bloków, z których zbudowanych jest sumator.

## Sumator z przeniesieniami równoległymi
W sumatorze z przeniesieniami równoległymi bity przeniesień są wyznaczane równolegle. Wyrażenia opisujące {\displaystyle c_{i}} są rekursywnie rozwijane, tzn. występujący w nich składnik {\displaystyle c_{i-1}} jest zastępowany stosownym wyrażeniem, np.:
{\displaystyle c_{0}={\textrm {const}},}
{\displaystyle c_{1}=g_{1}+c_{1-1}p_{1}=g_{1}+c_{0}p_{1},}
{\displaystyle c_{2}=g_{2}+c_{2-1}p_{2}=g_{2}+c_{1}p_{2}=g_{2}+(g_{1}+c_{0}p_{1})p_{2}.}
Układ buduje się z dwóch głównych części:
1. bloków wyznaczających sumę {\displaystyle s_{i}} oraz grup generacyjnych {\displaystyle g_{i}} i propagacyjnych {\displaystyle p_{i}} (które są liczone niezależnie);
2. bloku generującego przeniesienia zgodnie z rozwiniętymi wyrażeniami.

W praktyce buduje się 4-bitowe sumatory tego typu, ze względu na znaczne skomplikowanie wyrażeń (a więc i obwodów elektrycznych bloku nr 2).
Sumator z przeniesieniami równoległymi jest ok. 20–40% szybszy niż sumator z przeniesieniami szeregowymi.